# Severní Brabantsko
Severní Brabantsko (též Severní Brabant, nizozemsky Noord-Brabant) je nizozemská provincie, která se nachází na jihu země. Sousedí na jihu s Belgií, na východě s provincií Limburk, na západě s provincií Zeeland a na severu s Jižním Holandskem a Gelderlandem. Hlavním městem je historický 's-Hertogenbosch. K dalším významným městům této oblasti patří Breda, průmyslový Eindhoven a Tilburg.
Slovo Brabant je v historickém kontextu odvozeno od výrazu "brac bant", tzn. opuštěná krajina s močály. Region býval součástí Brabantského vévodství (dnes rozdělené mezi Nizozemsko a Belgii). Severní Brabant se územně téměř kryje s někdejším Stavovským Brabantem.
Krajina Severního Brabantu je rovinatá, částečně pod hladinou moře. Mezi významné řeky patří Máza a Waal. V minulosti se zde rozkládalo mnoho bažin, mokřadů a pohyblivých písků, většina těchto území je však v současnosti zemědělsky využívána či zalesněna.

## Fotogalerie

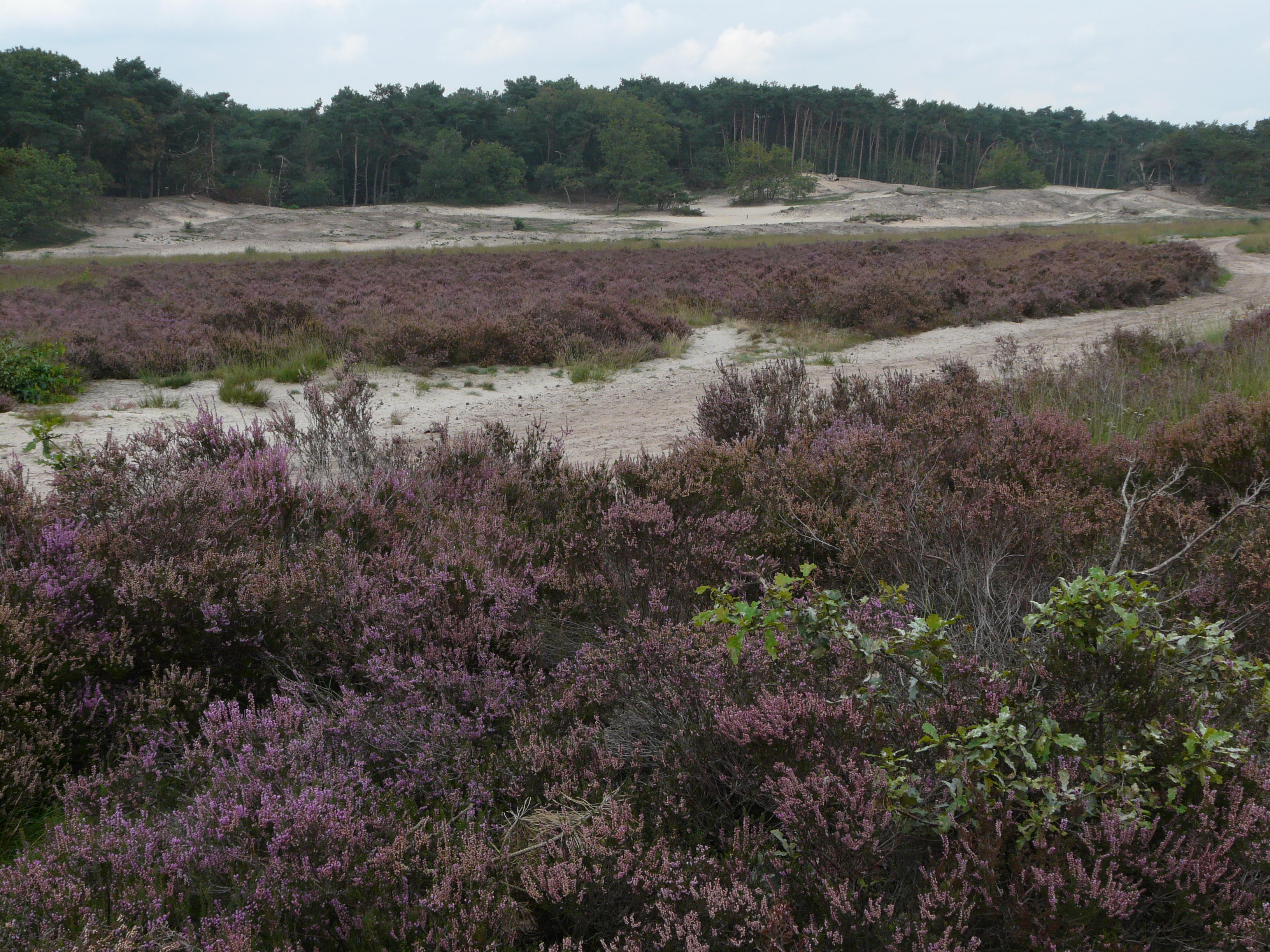
krajina národního parku Loonse en Drunense Duinen
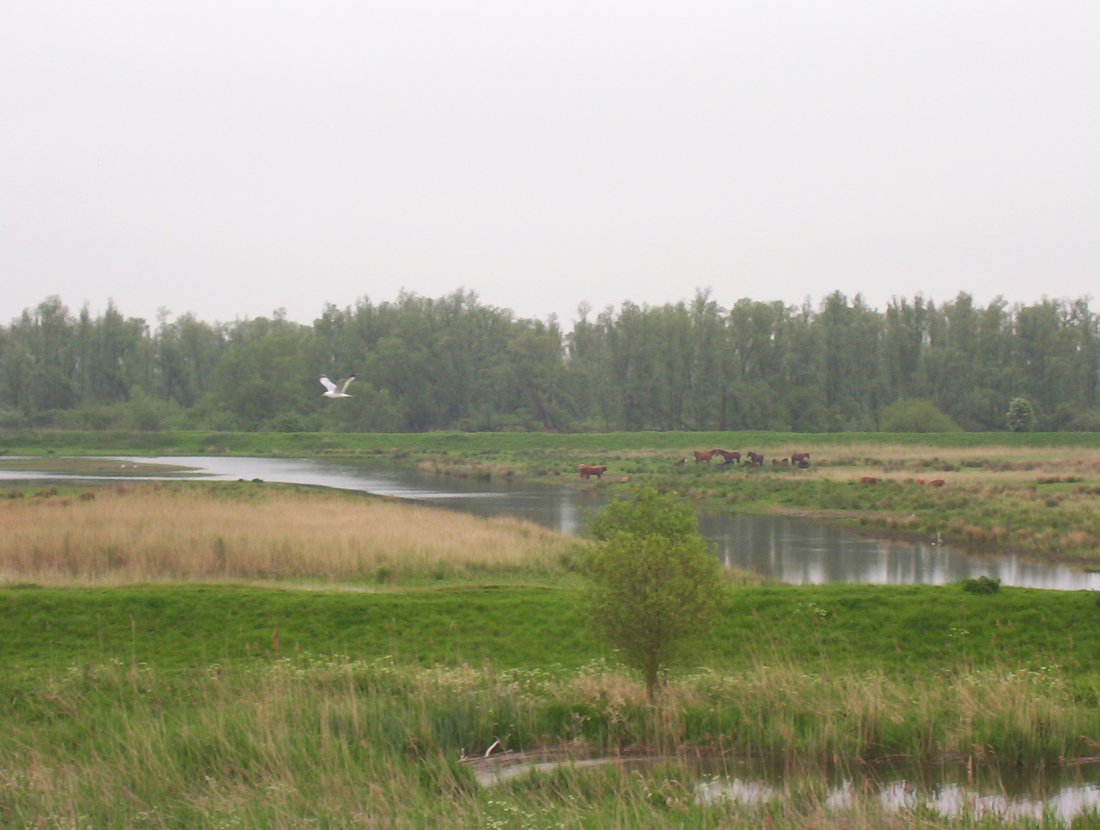
krajina národního parku De Biesbosch
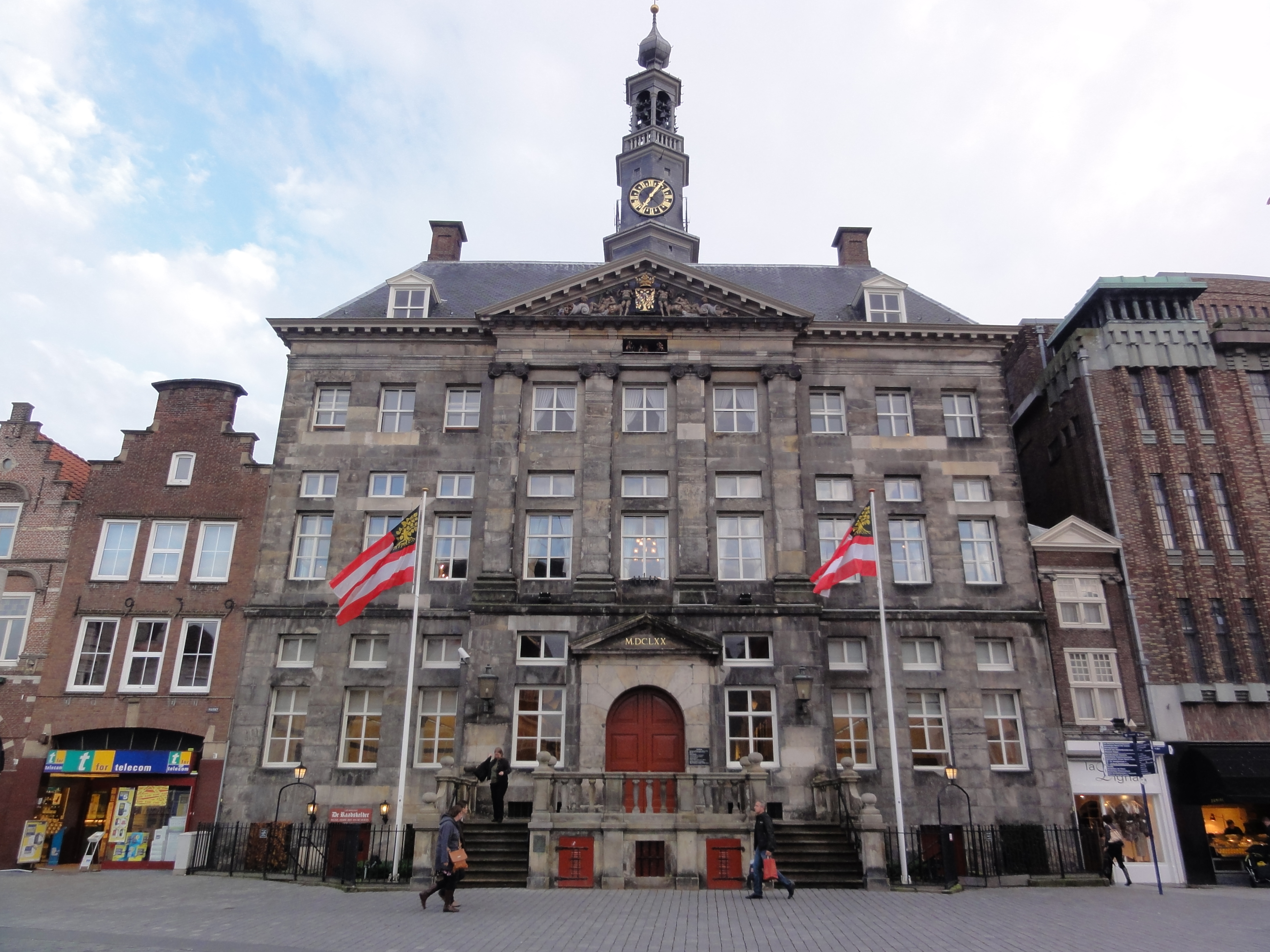
radnice v 's-Hertogenbosch